# C16H22N2
化学式C16H22N2（摩尔质量：242.36 g/mol）可以指：
- 石松定碱（西班牙语：Licodina），CAS号：20316-18-1
- 2,3-二叔丁基喹喔啉，CAS号：20587-90-0
- N-(1-萘基)-1,6-己二胺，CAS号：1551430-17-1

此外，带电荷的C16H22N22+有：
- 1,1'-二丙基-4,4'-联吡啶鎓，CAS号：46903-41-7
- 1,1'-二异丙基-4,4'-联吡啶鎓，CAS号：46903-02-0
- 1,1'-(1,6-己二基)二吡啶鎓，CAS号：80038-42-2

|  | 这个同类索引页列出了具有相同分子式的化学物（即同分異構體）条目。 除非您是有意链接至本页，否则应将相应条目的内部链接指向正确的条目。 |